# هوراس هيدغدورن
هوراس هيدغدورن (بالإنجليزية: Horace Hagedorn)‏ هو شخصية أعمال أمريكي، ولد في 18 مارس 1915، وتوفي في يناير 2005.